# Chris Shiflett
Christopher Aubrey "Chris" Shiflett, né le 6 mai 1971 à Santa Barbara en Californie, est connu en tant que guitariste du groupe de rock Foo Fighters.

## Liminaire
Shiflett rejoint le groupe après l'enregistrement de leur troisième album, There Is Nothing Left to Lose. Le premier album qu'il joua entièrement était One By One. Avant de rejoindre les Foo Fighters, il était guitariste du groupe punk No Use for a Name. Les Foo Fighters avaient perdu deux de leurs guitaristes précédent, Pat Smear et Franz Stahl, et les auditions étaient donc ouvertes. Chris Shiflett n'a pas laissé passer cette chance, et n'a pas hésité à se séparer de son ancien groupe, ce fut un départ très brutal. Il a été remplacé par Dave Nassie. Il joue également dans le groupe all-star Me First and the Gimme Gimmes.

## Biographie
Shiflett commence sa carrière musicale dans un autre groupe appelé Lost Kittenz avec les membres actuels de Sugarcult. Il joue aussi dans le groupe rock Me First and the Gimme Gimmes et s'investit encore dans ses autres projets, Jackson United ou Viva Death avec son frère Scott. Pour de nombreux projets, il jouait sous le nom de Jake Jackson. Il a également été guitariste dans le groupe de punk rock américain No Use For A Name de 1995 à 1999.
Après avoir joué avec le groupe Me First and the Gimme Gimmes, il se fait tatouer les mots "Gimme Gimme" sur l'intérieur de la lèvre inférieure.
En 2009, Chris Shiflett joue dans le groupe The Real McCoy dont le fondateur du Andy McCaoy, le guitariste du groupe Finlandais Hanoi Rocks. Le groupe se sépare après seulement trois concerts.
En 2010, il sort un album intitulé Chris Shiflett and The Dead Peasant, mélangeant le country-rock et l'influence qu'il apportait aux Foo Fighters, c'est un album qui pourrait ressembler a une version studio de Skin and Bones, toujours avec les Foo Fighters.

## Discographie

### Albums studio
- 2017 - "West Coast Town"
- 2019 - "Hard Lessons"
- 2023 - "Lost at Sea"